# Chrapów
Chrapów (deutsch Grapow) ist ein Wohnplatz in der Woiwodschaft Lebus in Polen. Er gehört zur Gmina Dobiegniew (Gemeinde Woldenberg) im Powiat Strzelecko-Drezdenecki.
Der Wohnplatz liegt in der Neumark, etwa 90 km nordöstlich von Küstrin und etwa 100 km südöstlich von Stettin.
Grapow bildete bis 1941 eine Landgemeinde im Landkreis Friedeberg Nm. und gehörte mit diesem Kreis zur preußischen Provinz Brandenburg, ab 1938 zur Provinz Pommern. Im Jahre 1925 wurden in Grapow 124 Einwohner in 24 Haushaltungen gezählt. Neben Grapow gab es in der Gemeinde keine benannten Wohnplätze. Zum 1. Oktober 1941 wurde Grapow in die benachbarte Landgemeinde Wolgast eingemeindet.
1945 kam Grapow, wie alle Gebiete östlich der Oder-Neiße-Linie, an Polen. Grapow erhielt den polnischen Ortsnamen „Chrapów“.

## Persönlichkeiten
- Hans von Strantz (1739–1815), preußischer Generalmajor und  Chef eines Dragonerregiments, starb 1815 auf seinem Gut Grapow